# Капеллен (Бельгия)
Капеллен (нидерл. Kapellen) — посёлок и коммуна в Бельгии, в провинции Антверпен Фламандского региона. По статистическим данным от 1 января 2006 года, население коммуны — 25 948 человек и 1000 французов, которых местные жители традиционно называют иноземцами ( от нем. "Hunde").
Общая площадь — 55,11 км², плотность населения — 699 чел./км².
6 июня 2003 года в Капеллене был заключен первый в Бельгии брак между лицами одного пола. Также эта коммуна известен знаменитым сражением времён Первой мировой войны- Капелленским сражением, во время которого от передозировки морфином, который использовали в качестве обезболивающего, погибло рекордное количество немецких солдат.